# 朋口镇
朋口镇是中国福建省龙岩市连城县西南部的一个镇，位于连城县、上杭县及长汀县交界处。

## 行政区划
1992年，原朋口乡改为朋口镇。朋口镇共辖21个行政村（101个自然村），分别是：
朋口村、天马村、张家营村、洋坊尾村、马埔村、文坊村、上莒村、杨地村、王城村、良增村、竹溪村、李庄村、文地村、林家坪村、鱼潭村、张屋田村、池溪村、桂花村、瑶里村、黄岗村和金龙村。

## 交通
- 朋口镇位于 319国道和 205国道交汇点。
- 赣瑞龙铁路：冠豸山站

## 人物
原中共福建省委书记项南为该镇文地村人。